# Świeca międzynarodowa
Świeca międzynarodowa — jednostka miary światłości, używana dawniej w wielu krajach. Jest określana jako 1/20 światłości (w kierunku prostopadłym) wycinka powierzchni platyny, o polu 1 cm2, w temperaturze jej krzepnięcia pod ciśnieniem normalnym. Świeca międzynarodowa jest w praktyce równa kandeli.